# داريل سبنسر
داريل سبنسر (بالإنجليزية: Daryl Spencer)‏ هو لاعب كرة قاعدة أمريكي، ولد في 13 يوليو 1928 في ويتشيتا في الولايات المتحدة، وتوفي بنفس المكان في 2 يناير 2017.

## وصلات خارجية
- داريل سبنسر على موقع دوري كرة القاعدة الرئيسي (الإنجليزية)
- داريل سبنسر على موقع الدوري الياباني لكرة القاعدة (الإنجليزية)
- داريل سبنسر على موقعبيزبول رفرنس.كوم (الدوري الرئيسي) (الإنجليزية)
- داريل سبنسر على موقعبيزبول رفرنس.كوم (الدوري الثانوي) (الإنجليزية)
- داريل سبنسر على موقع إي إس بي إن.كوم (أم.أل.بي) (الإنجليزية)
- داريل سبنسر على موقع مشجعي الرسوم البيانية (الإنجليزية)
- داريل سبنسر على موقع قاعة كنساس للمشاهير الرياضية (مؤرشف) (الإنجليزية)